# Spilosynema
Genre
Spilosynema est un genre d'araignées aranéomorphes de la famille des Thomisidae.

## Distribution
Les espèces de ce genre sont endémiques de Chine.

## Liste des espèces
Selon World Spider Catalog (version 25.5, 28/11/2024) :
- Spilosynema ansatum Tang & Li, 2010
- Spilosynema comminum Tang & Li, 2010
- Spilosynema mancum Tang & Li, 2010
- Spilosynema motuo Wang, Lu & Z. S. Zhang, 2024
- Spilosynema ravum Tang & Li, 2010

## Systématique et taxinomie
Ce genre a été décrit par Tang et Li en 2010 dans les Thomisidae.

## Publication originale
- Tang & Li, 2010 : « Crab spiders from Xishuangbanna, Yunnan Province, China (Araneae, Thomisidae). » Zootaxa, no 2703, p. 1-105.